# Вальтеншвіль
Вальтеншвіль (нім. Waltenschwil) — громада  в Швейцарії в кантоні Ааргау, округ Мурі.

## Географія
Громада розташована на відстані близько 80 км на північний схід від Берна, 21 км на схід від Аарау.
Вальтеншвіль має площу 4,5 км², з яких на 22,6% дозволяється будівництво (житлове та будівництво доріг), 56,5% використовуються в сільськогосподарських цілях, 20,4% зайнято лісами, 0,4% не є продуктивними (річки, льодовики або гори).

## Демографія
2019 року в громаді мешкало 2964 особи (+18,1% порівняно з 2010 роком), іноземців було 15,5%. Густота населення становила 653 осіб/км².
За віковим діапазоном населення розподілялося таким чином: 21,2% — особи молодші 20 років, 62,5% — особи у віці 20—64 років, 16,3% — особи у віці 65 років та старші. Було 1238 помешкань (у середньому 2,4 особи в помешканні).
Із загальної кількості 646 працюючих 56 було зайнятих в первинному секторі, 125 — в обробній промисловості, 465 — в галузі послуг.